# Shinichi Fukushima
Shinichi Fukushima (en japonès: 福島 晋一, 17 de setembre de 1971) va ser un ciclista japonès, professional del 2002 al 2013. En el seu palmarès destaquen els Campionats nacionals en ruta i en contrarellotge. Actualment és el director esportiu del Nippo-Vini Fantini.

## Palmarès
- 2002
  - Vencedor d'una etapa a la Volta al Japó
- 2003
  -  Campió dels Japó en ruta
  - Vencedor d'una etapa al Volta a Hokkaidō
- 2004
  - 1r a la Volta al Japó
  - 1r al Gran Premi de Saint-Étienne Loire
  - Vencedor d'una etapa al Circuit de les Ardenes
  - Vencedor d'una etapa a la Volta a Sèrbia
- 2005
  - 1r al Tour de Siam i vencedor d'una etapa
- 2006
  - Vencedor d'una etapa al Tour de Siam
  - Vencedor d'una etapa a la Volta a Lleó
- 2007
  - Vencedor d'una etapa al Tour de Langkawi
  - Vencedor d'una etapa al Tour de Corea
- 2008
  - Vencedor d'una etapa a la Volta al Japó
- 2010
  -  Campió dels Japó en contrarellotge
  - 1r a la Volta a Okinawa i vencedor d'una etapa
- 2011
  - 1r al Tour de Brunei
  - Vencedor d'una etapa al Tour de Taiwan
  - Vencedor de 2 etapes a la Volta a Indonèsia
- 2012
  - Vencedor de 2 etapes a la Jelajah Malaysia